# Adam Bittner
Adam Bittner (19. října 1777 Suchý Důl (Klášterec nad Ohří) nebo Suchdol (Křimov) – 3. září 1844 Litoměřice) byl český matematik a astronom, profesor matematiky na pražské Polytechnice a na Karlo-Ferdinandově univerzitě v Praze, děkan její filozofické fakulty a ředitel pražské hvězdárny v Klementinu.

## Život
Vystudoval jezuitské gymnázium v Chomutově, po té filozofii a matematiku na Karlo-Ferdinandově univerzitě v Praze, krátce tam studoval také práva. Po smrti Františka Antonína Hergeta v závěru roku 1800 byl jmenován adjunktem pražské hvězdárny v Klementinu. Teprve po smrti jejího ředitele Aloise Martina Davida nastoupil na místo ředitele. Po rozšíření a povýšení Pražské inženýrské školy na polytechniku roku 1806, za jejího prvního ředitele F.A.Gerstnera] se stal pedagogem, který na škole již od roku 1802 působil jako suplent matematiky, později v několika jejích disciplínách. V nejstarší budově školy v Karlově ulici čp. 153/I také získal byt. V roce 1805 obhájil doktorskou disertaci na filozofické fakultě Univerzity Karlovy a začal i tam přednášet matematiku. Roku 1825 byl zvolen děkanem fakulty a v roce 1837 tam jmenován profesorem.
Roku 1816 byl přijat za řádného člena Královské české společnosti nauk; v letech 1819, 1826 a 1830 byl opakovaně zvolen jejím direktorem.
Jeho manželství s Dorotheou Voigtovou z Frýdlantu (1788-1863) bylo bezdětné. Český geolog a paleontolog Alexandr Bittner (1850–1902) byl jeho prasynovcem.

## Dílo
Napsal dvě učebnice matematiky, věnoval se mimo jiné diferenciálnímu počtu. Svá astronomická pozorování komet publikoval v odborném časopise v Berlíně.
- Handbuch der Mathematik mit Rücksicht auf leichte Faßlichkeit und praktische Anwendung... Praha : Kronberger 1821, 2 svazky, 1.: Arithmetik und Algebra, 1. vydání 1814, 3. vydání 1821; 2.: Theoretische Geometrie, 1. vydání 1815, 3. vydání 1821)
- Abhandlungen über die Differenzialrechnung (1833)
- Kurze geschichtliche Darstellung der Cometenastronomie (1825)

## Památky
- 15. listopadu 1987 v observatoři na Kleti objevil Antonín Mrkos planetku 6596, která byla nazvána jménem Bittner.[7]